# Tangcal
Tangcal (o anche Tangkal) è una municipalità di quinta classe delle Filippine, situata nella Provincia di Lanao del Norte, nella Regione del Mindanao Settentrionale.
Tangcal è formata da 18 baranggay:
- Bayabao
- Berwar
- Big Banisilon
- Big Meladoc
- Bubong
- Lamaosa
- Linao
- Lindongan
- Lingco-an
- Papan
- Pelingkingan
- Poblacion
- Poona Kapatagan
- Punod
- Small Banisilon
- Small Meladoc
- Somiorang
- Tangcal Proper